# Dade City
Dade City és una població dels Estats Units, seu del comtat de Pasco, a l'estat de Florida. Segons el cens del 2000 tenia 6.188 habitants.

## Demografia
Segons el cens del 2000, Dade City tenia 6.188 habitants, 2.399 habitatges, i 1.460 famílies. La densitat de població era de 728,4 habitants per km².
Dels 2.399 habitatges en un 29,4% hi vivien nens de menys de 18 anys, en un 39,3% hi vivien parelles casades, en un 18% dones solteres, i en un 39,1% no eren unitats familiars. En el 34,5% dels habitatges hi vivien persones soles el 18,5% de les quals corresponia a persones de 65 anys o més que vivien soles. El nombre mitjà de persones vivint en cada habitatge era de 2,43 i el nombre mitjà de persones que vivien en cada família era de 3,15.
Per edats la població es repartia de la següent manera: un 26,3% tenia menys de 18 anys, un 9,5% entre 18 i 24, un 25,4% entre 25 i 44, un 19,2% de 45 a 60 i un 19,6% 65 anys o més.
L'edat mediana era de 37 anys. Per cada 100 dones de 18 o més anys hi havia 79,6 homes.
La renda mediana per habitatge era de 27.115 $ i la renda mediana per família de 31.148 $. Els homes tenien una renda mediana de 25.404 $ mentre que les dones 21.984 $. La renda per capita de la població era de 15.675 $. Entorn del 12% de les famílies i el 15,8% de la població estaven per davall del llindar de pobresa.

## Poblacions més properes
El següent diagrama mostra les poblacions més properes.